# Sandra Domínguez Martínez
Sandra Estefana Domínguez Martínez (Oaxaca, 1987 - Veracruz, 2024) fue una abogada mexicana y activista ayuuk, defensora de derechos humanos y de las comunidades indígenas de Oaxaca.

## Trayectoria
Durante 2011 y 2012 trabajó en el Tribunal Superior de Justicia de Oaxaca, y posteriormente fue coordinadora en la Secretaría de Desarrollo Social de México, fue secretaria de Acción Indígena en el Partido Revolucionario Institucional (PRI) en Oaxaca.

En el año 2020 denunció por violencia digital a Donato Vargas, entonces titular del Instituto Nacional de los Pueblos Indígenas (INPI), quien era el administrador de un chat nombrado Sierra XXX en el que se difundían imágenes íntimas de mujeres mixes y funcionarias, fue por esta razón que Sandra recibió amenazas e intimidaciones. En 2023, denunció un nuevo grupo, llamado Mega Peda, en el que de nueva cuenta, funcionarios oaxaqueños compartían fotografías íntimas de mujeres, del que también hizo responsable a Donato Vargas:
Tú mismo Donato, me ofreciste una disculpa, aceptaste la existencia de este chat y diste los nombres de tus compañeros funcionarios. Y otra vez vuelve a pasar. 

## Desaparición y muerte
Los familiares de la activista denunciaron su desaparición con fecha 8 de octubre, cuando indicaron que Sandra fue vista por última vez el 4 de octubre con su esposo en su casa de María Lombardo de Caso en el municipio de Juan Cotzocón en Oaxaca, por lo que desde esa fecha, Amnistía Internacional (AI) exigía la aparición con vida de la activista y colocó un contador en su página para llevar el registro de los días que esta llevaba desaparecida, mientras hacía un llamado a las autoridades para tomar las medidas necesarias que garantizaran la aparición de la activista con vida. También fue AI quien compartió de manera pública una carta remitida al gobernador del estado de Oaxaca, Salomón Jara una carta con los pormenores de la última vez en la que la activista fue vista en público.
Se levantaron carpetas de investigación tanto en Oaxaca como en Veracruz, además, se distribuyeron volantes y pancartas, se realizaron entrevistas en la comunidad en la que vivía Sandra para ayudar a su localización, estos trabajos fueron realizados por la Comisión Estatal de Búsqueda de Personas Desaparecidas de Oaxaca (CEBPEO) y la Fiscalía General del Estado de Oaxaca, incluso, se ofreció una recompensa de hasta trescientos cincuenta mil pesos a quien otorgara información.
El 10 de octubre fue hallado el vehículo de Sandra, estaba abandonado en Playa Vicente, municipio de Veracruz, a la vez que se encuentra actividad de sus equipos celulares en Veracruz, sin embargo, no se les logró ubicar; para el 11 de octubre, la madre de Sandra publicó un video solicitando a la Presidenta de México, Claudia Sheinbaum su localización, mientras que la comunidad mixe de San Isidro Huayapam, se pronunció en exigencia al gobernador de Oaxaca, Salomón Jara, la presidenta en turno y la Fiscalía General de la República para intensificar los esfuerzos de búsqueda de la activista.

Según Jesús Romero López, secretario de Gobierno de Oaxaca, las líneas de investigación podían haber involucrado las denuncias hechas por Sara en 2020, tal como lo declaró el 15 de octubre: 
Todas las líneas están abiertas, desde la investigación a cualquier servidor público estatal que pudiera ser señalado y que tendrá que comprobar que no tiene nada que ver en este asunto, como las actividades de su esposo o las actividades de ella, en su despacho como abogada particular y como activista.
Fue hasta el 17 de octubre que la presidenta se pronunció por la desaparición de Sandra en su conferencia mañanera:
Están trabajando en la búsqueda la Secretaría de Seguridad Ciudadana, la Fiscalía Estatal y todas las fuerzas que se requieren para poder encontrarla. Sí, están muy al tanto y se está buscando.
El 24 de abril del año 2025, su cuerpo y el de su esposo, Alexander Hernández, fueron hallados en un predio ubicado en el camino de terracería que va de La Ceiba a Unión Progreso en Santiago Sochiapan, en el estado de Veracruz; donde se encontraron dos fosas clandestinas. Fue hasta el hallazgo de sus cuerpos que la fiscalía de Oaxaca presentó una línea de investigación que apuntó que ambos eran integrantes de células delicitivas operantes en Veracruz, por lo que fueron desaparecidos como resultado de la lucha de estos grupos; también se habla de que Alexander, su esposo, era quien podría haber estado vinculado con grupos criminales, lo que convirtió a Sandra en una víctima colateral.
El hallazgo se llevó a cabo a partir del cumplimiento de una orden de cateo en el predio donde ambos fueron encontrados, ya que se había girado una orden de aprehensión por uno de los probables responsables de la desaparición de iniciales A.G.T., quien era propietario del rancho El Capricho, persona que fue abatida durante la operación, ya que al ejecutar la orden fueron agredidos con armas de fuego y como resultado de repeler la agresión fallecieron en el lugar dos acompañantes del sospechoso y un elemento de la Secretaría de Seguridad Pública y Protección Ciudadana del Gobierno Federal.

## Legado
Las hermanas y la madre de Sandra niegan las líneas de investigación que la vincula con grupos criminales, por lo que han solicitado una investigación con perspectiva de género y derechos humanos, por lo que se presentaron en una conferencia de prensa en la que leyeron un pronunciamiento por la pérdida de Sandra, manifestaron que Sandra levantó la voz por la dignidad de otras mujeres, por lo que puso su vida en riesgo, así que honrarán su lucha, su valentía, su fuerza y su amor por su pueblo:
Después de 206 días de angustia, de noches interminables y de una lucha incansable para exigir su regreso, hoy, con el corazón desgarrado, confirmamos que hemos encontrado a Sandra. No fue el final que soñábamos, pero al fin descansará entre quienes la amamos profundamente.
Los funerales de Sandra se convirtieron en una concentración de asociaciones civiles que acompañaron a sus familiares, entre ellas: Mujeres Oaxaqueñas Tejiendo Comunidad, Artesanos y Comerciantes Reforma, Corriente del Pueblo Sol Rojo y Red Nacional de  Defensores y Defensoras; el homenaje se llevó a cabo en la funeraria Núñez Banuet de Oaxaca, de donde partió el cortejo fúnebre hacia el panteón de San Pedro Ixtlahuaca, donde descansan sus restos.  

La diputada federal Martha Aracely Cruz Jiménez solicitó un minuto de silencio en memoria de la activista durante la jornada en la Mesa Directiva de la Cámara Baja: 
Pido un minuto de silencio a esta mujer que defendió a mujeres indígenas, denunció un chat donde los funcionarios públicos del gobierno de Oaxaca compartían fotos íntimas de mujeres.